# Tatort: Die Samtfalle
Die Samtfalle ist ein österreichischer Fernsehkrimi von Walter Davy aus dem Jahr 1972. Er entstand als 23. Folge der Kriminalreihe Tatort. In seinem zweiten Fall hat es Oberinspektor Marek mit dem Mord an einem Spediteur und mit einem Uranschmuggel zu tun. Fritz Eckhardt fungierte nicht nur als Hauptdarsteller, sondern schrieb auch das Drehbuch. Die Kostüme stammen von Edith Almoslino und die Maske verantwortete Alexander Petarek.

## Handlung
Mareks Assistent Wirz findet eine männliche Leiche auf einer Landstraße. Der Mann ist schon seit zwölf bis vierzehn Stunden tot, sein Gesicht ist unkenntlich, da offensichtlich ein LKW über seinen Schädel gefahren ist. Weder ein Unfall, noch Selbstmord oder gar Mord sind auszuschließen.
Der Tote stellt sich als der Spediteur Sebastian Kremer heraus. Wirz überbringt der Witwe Marion Kremer, der dritten Ehefrau des Toten, und Kremers Tochter Isabell die Todesnachricht.
Oberinspektor Kramer von der Staatspolizei sucht Oberinspektor Marek auf und berichtet, dass in einem benachbarten Ostblockstaat 80 Tonnen uranhaltiges Gestein verschwunden seien. Dabei waren Güterwaggons ausgetauscht und das Gestein mit Kohle verdeckt worden. So wurde das Gestein über die Grenze nach Österreich gebracht. Ein Informant, der angebliche Baron Terp, hat die österreichischen Behörden auf eine Spur geführt – auf die des Spediteurs Kremer.
Unterdessen erzählt Isabell Kremer Wirz, dass sie ihre Stiefmutter hasse, und bezichtigt diese, ihren ersten Mann und ihren Vater getötet zu haben. Außerdem trachte sie auch ihr nach dem Leben.
Isabell Kremer berichtet Wirz weiter, dass ihre Stiefmutter ein Verhältnis mit einem gewissen Kressin hätte und stellt Wirz Baron Terp als ihren Verlobten vor, der sich als engen Freund des Toten bezeichnet.
Marek sucht unterdessen Prendergast auf, der bis vor einem Jahr für Kremer gearbeitet hatte und geschäftsführender Direktor in der Spedition war. Er ist nach Reibereien mit Kremer gegangen, weil er seine Position als unbefriedigend empfand. Kremer ließ ihn trotz seiner Position nichts entscheiden, sondern handelte lieber auf eigene Faust.
Marek sucht das Haus Kremer auf und trifft dort auf Marion Kremer, die er des Mordes verdächtigt. Anschließend unterhält er sich mit Kressin, der Marek erzählt, er habe seine Position als Zollinspektor verloren wegen seiner diversen Frauengeschichten und kenne Marion Kremer seit drei Wochen; in dieser Zeit habe er Sebastian Kremer nie zu Gesicht bekommen. Schließlich unterhält sich Marek mit Baron Terp, der angibt, Angst vor Marion Kremer zu haben, und ihr unterstellt, ihre Mitmenschen mit einer Art „Samtfalle“ einzufangen.
Kurz darauf ist Terp tot, erschossen mit einem Schuss in die Stirn.
Kressin sucht derweil Prendergast auf und sagt ihm auf den Kopf zu, dass er wisse, dass er der totgeglaubte Sebastian Kremer ist. Er kam darauf, weil er ihn im Hause Kremer durch Haus und Garten hat rennen sehen, wie nur ein Hausherr sein Haus und seinen Garten kennen würde. Weiterhin ist er Isabell gefolgt und hat gesehen, dass sie ihren Vater alias Prendergast besucht hat.
Kremer bedroht Kressin daraufhin mit einer Waffe, Kressin weiß weiterhin, dass Kremer Terp erschossen hat. Kremer wollte seine Gemälde, die sein einziges verbliebenes Kapital waren, aus seinem Haus holen. Terp war dabei im Weg und musste deshalb sterben. Kremer konnte mit dem wertvollsten Gemälde entkommen.
Kremer wiederum weiß, dass Kressin noch immer beim Zoll und hinter ihm her ist. Kremer will sich mit seiner Tochter nach Südamerika absetzen. Kremer will Kressin erschießen. Kremer gesteht außerdem, dass er das uranhaltige Gestein gestohlen hat. Kremer hat Prendergast unbeabsichtigt getötet, die beiden hatten Streit und er hat ihm einen schweren Aschenbecher an den Kopf geworfen. Terp hingegen musste er erschießen, weil er seinen toten Freund erkannt hat.
Kremer will Kressin erschießen, sobald das Telefon klingelt; telefonisch soll er über den Grenzübergang des Urangesteins informiert werden. Marek ist allerdings inzwischen aufgrund einer Bemerkung eines Tatverdächtigen in einem anderen Fall ebenfalls Kremer bzw. dem angeblichen Prendergast auf die Schliche gekommen und dringt in die Wohnung ein, wo er Kremer ablenkt, so dass Kressin diesen entwaffnen kann. Unmittelbar danach klingelt das Telefon.